# Diffuser

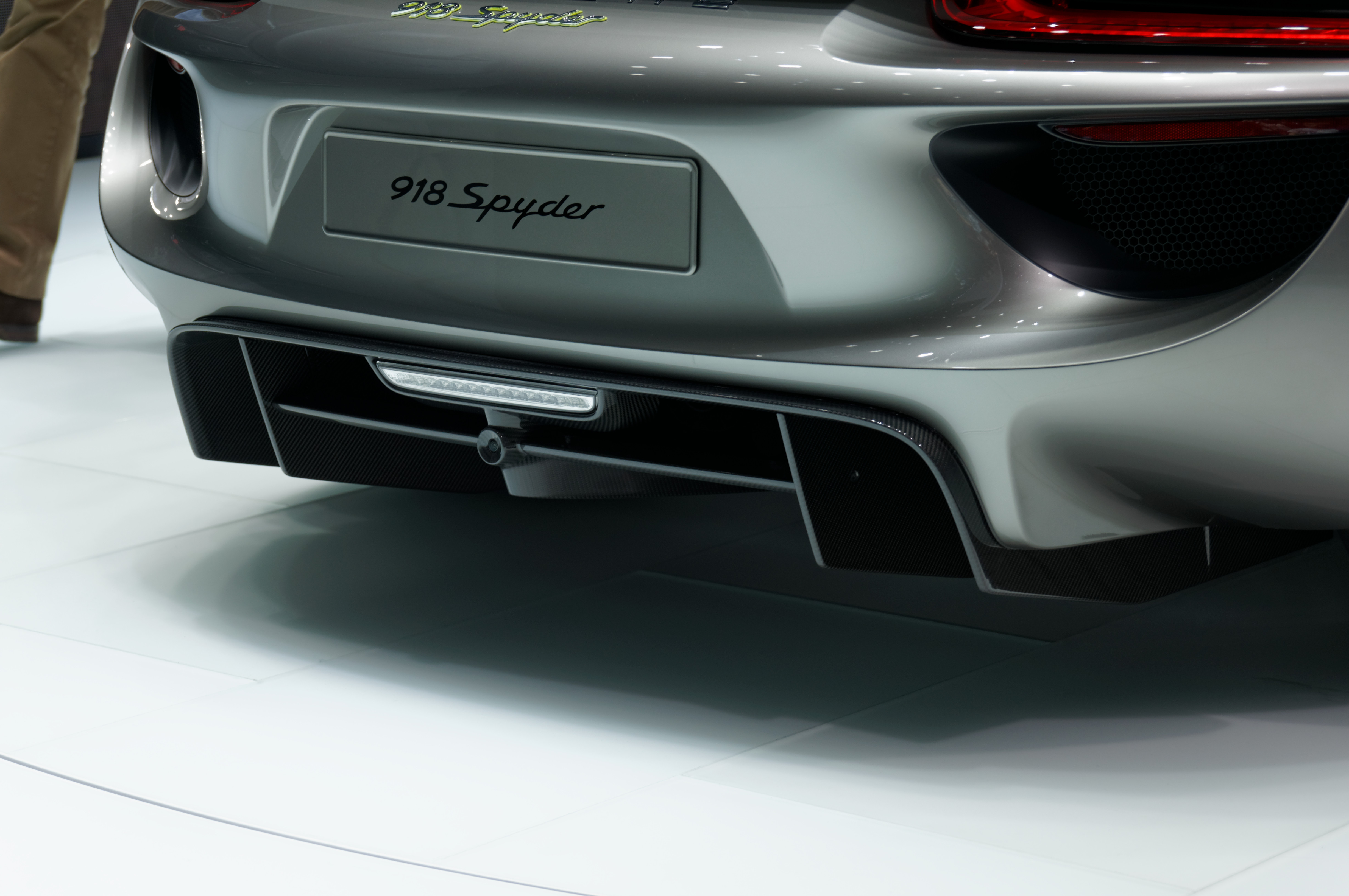
Diffuser på Porsche 918

En diffuser är i fordonstekniska sammanhang en integrerad del av bilens underrede särskilt utformad för att förbättra bilens aerodynamiska egenskaper, i syfte att förbättra bilens väghållning genom en ökning av downforce (nedåtriktad kraft) som även hjälper bilen att bromsa hårdare vid hög hastighet och passera vägkurvor betydligt snabbare. Diffusern underlättar övergången mellan det snabba luftflödet under bilen och det betydligt långsammare friströmmande luftflödet i bilens övriga omgivning. Det sker genom att den luftström som passerar under bilens underrede tvingas att sakta ned och expandera, vilket motverkar en alltför häftig flödesseparering. Luftvirvlarna minskar härigenom och då reduceras också luftmotståndet. Luftflödet framför diffusern (det vill säga den luftström som inte nått diffusern) fås samtidigt att accelerera. Sammantaget skapas en ökad downforce, det vill säga en nedåtriktad aerodynamisk kraft som "tvingar ned" bilen mot marken. Det rör sig om samma slags kraft som skapas av vingarna på en racerbil. Det är samma fenomen som i omvänt utförande ger flygplansvingen dess lyftkraft. 